# Ateles marginatus
Ateles marginatus és un primat platirrí de la família dels atèlids. Anteriorment se'l considerava una subespècie d'Ateles belzebuth (amb el nom A. belzebuth marginatus). Viu al centre-nord del Brasil, al sud de les boques del riu Amazones. Té el pèl llarg i lluent, de color negre. La cara presenta un triangle blanc basat a les celles i dues ratlles del mateix color que s'estenen a banda i banda de la cara.